# Vi phạm nguyên tắc kế toán
Vi phạm nguyên tắc kế toán là một thuật ngữ kế toán, là hành vi không phù hợp với luật, thông lệ và quy tắc của nghề kế toán thông thường, có ý định lừa dối hoặc lừa đảo. Các sai sót kế toán có thể bao gồm cố ý sai lệch số tiền và các thông tin khác trong báo cáo tài chính, hoặc bỏ sót các thông tin cần phải tiết lộ. Các sai sót về kế toán thường phân biệt với những sai sót không chủ ý.
Vi phạm nguyên tắc kế toán thường xảy ra trong các kỳ tổng kết, ví dụ các tài sản có thể bị che giấu bằng cách sử dụng các khoản mục kế toán bất thường và báo cáo lợi nhuận có thể làm tăng tiền thưởng cuối năm cho thủ phạm.